# Amt Boitzenburg (Uckermark)
Das Amt Boitzenburg (Uckermark), bei der Gründung zunächst Amt Boitzenburg/Uckermark genannt, war ein 1992 gebildetes Amt in Brandenburg, in dem sich zehn Gemeinden im damaligen Kreis Templin (ab 6. Dezember 1993 im Landkreis UckermarkBrandenburg) zu einem Verwaltungsverbund zusammengeschlossen hatten. Amtssitz war in der Gemeinde Boitzenburg. Nach dem Zusammenschluss der elf Gemeinden zur neuen Gemeinde Boitzenburger Land wurde das Amt aufgelöst. Es hatte zuletzt (Ende 2001) insgesamt 4553 Einwohnern.

## Geographische Lage
Das Amt Boitzenburg grenzte im Norden an das Amt Nordwestuckermark, im Osten an das Amt Gerswalde, im Süden an das Amt Templin-Land, im Westen an das Amt Lychen und im Nordwesten an das Land Mecklenburg-Vorpommern.

## Das Amt Boitzenburg (Uckermark)
Der Minister des Innern des Landes Brandenburg erteilte am 20. Juli 1992 (und am 27. Juli 1992) seine Zustimmung der Bildung des Amtes Boitzenburg/Uckermark. Als Zeitpunkt des Zustandekommens des Amtes wurde der 1. August 1992 festgelegt. Das Amt hatte seinen Sitz in der Gemeinde Boitzenburg und bestand zunächst aus zehn Gemeinden im damaligen Kreis Templin:
1. Berkholz
2. Boitzenburg
3. Buchenhain
4. Funkenhagen
5. Hardenbeck
6. Haßleben
7. Jacobshagen
8. Klaushagen
9. Warthe
10. Wichmannsdorf

Ende 1992 hatte es 5069 Einwohner. Am 27. Dezember 2001 genehmigte das Ministerium des Innern den Zusammenschluss der Gemeinden Berkholz, Boitzenburg, Buchenhain, Funkenhagen, Hardenbeck, Haßleben, Klaushagen, Jakobshagen, Warthe und Wichmannsdorf zur neuen Gemeinde Boitzenburger Land zum 31. Dezember 2001. Das Amt Boitzenburg (Uckermark) wurden zum selben Zeitpunkt aufgelöst. Zu diesem Zeitpunkt hatte das Amt noch 4553 Einwohner.

## Amtsdirektor
Amtsdirektor war Hans-Joachim Stahl.

## Anmerkung
1. ↑  Die Genehmigung zur Bildung des Amtes wurde (wohl versehentlich) zweimal erteilt. In beiden Veröffentlichungen heißt das Amt Amt Boitzenburg/Uckermark. Später setzte sich die Schreibweise Boitzenburg (Uckermark) durch.